# Viktor Klimenko
- Para informações do cantor homónimo finlandês, consulte o artigo: Viktor Klimenko.

Viktor Yakovlevich Klimenko, em russo: Виктор Яковлевич Клименко, (Moscou, 25 de fevereiro de 1949) foi um ginasta que competiu em provas de ginástica artística pela extinta União Soviética.
Viktor, nascido na Rússia, iniciou-se na ginástica ao seguir o exemplo de seu irmão mais velho, Mikhail. Treinando no Central Army Sports Club, teve como primeiro técnico Vladislav Brezhnev, seguido de Konstantin Karakashyants - treinador do medalhista olímpico, Sergei Diomidov. Depois de Konstantin, até o fim da carreira, Viktor foi treinado por seu irmão, que posteriormente, foi o técnico de Elena Mukhina.
A primeira competição de Klimenko foi o Campeonato Nacional Soviético Júnior, do qual saiu, aos dezesseis anos, como campeão do concurso geral. No ano seguinte, no Torneio da Amizade Júnior, foi o segundo colocado por equipes, nas argolas e na barra fixa, e o vencedor da prova do salto sobre o cavalo. Em 1967, agora na categoria sênior, conquistou a vaga para disputar sua primeira Olimpíada e, no Campeonato Nacional, foi o campeão do salto, o medalhista de prata no solo e de bronze, na barra fixa. Entre seus maiores êxitos da carreira estão doze medalhas conquistadas em quatro edições do Campeonato Europeu, das quais totalizou seis de ouro, cinco medalhas em duas participações olímpicas - Cidade do México 1968 e Munique 1972 e três em uma participação Mundial, no Campeonato de Ljubljana.
Após aposentar-se da modalidade em 1973, Klimenko tornou-se membro do Comitê Soviético de Ginástica Rítmica durante a década de 1970, e casou-se com Larissa Petrik, campeã olímpica no solo e por equipes nos Jogos da Cidade do México.